# Linn Mannheimer
Linn Emelie Pernilla Bengtsson Mannheimer, född 18 september 1986, är manusförfattare, regissör och producent. Hon är en av medlemmarna i den kvinnliga humorgruppen Stallet, som bland annat legat bakom komediserierna Trettiplus och Alla hästar hemma som båda gått på SVT.  Hon har även skrivit till TV-serien Sjukt oklar.
Mannheimer har även skrivit och regisserat streamingtjänsten C Mores dramaserie Heartbeats som hade premiär med tre avsnitt den 12 januari 2022.